# RAAF Base Darwin
RAAF Base Darwin – oddział Royal Australian Air Force. Umieszczona jest w miejscowości Darwin, używa lotniska cywilnego Port lotniczy Darwin.
Baza uzyskała swój status 1 czerwca 1940 roku. Oryginalnie w bazie stacjonowały dwa dywizjony: No. 12 Squadron RAAF i No. 13 Squadron RAAF. Pierwszym dowódcą bazy został Charles Eaton. Baza była używana także przez United States Army Air Forces i w czasie II wojny światowej była wielokrotnie celem ataków lotnictwa japońskiego.
Baza jest lotniskiem zapasowym dla NASA Space Shuttle ze względu na długość pasa startowego.

## Stacjonujące jednostki
- No. 44 Wing Detachment Darwin,
- No. 92 Wing Detachment B,
- Headquarters No. 396 Combat Support Wing,
- No. 13 Squadron (Reserve),
- No. 1 Air Terminal Squadron Detachment Darwin,
- No. 114 Mobile Control and Reporting Unit,
- No. 321 Combat Support Squadron,
- Bare Base Management Flight.